# Kohtla-Nõmme
Kohtla-Nõmme är en köping (estniska: alev) som utgör en egen kommun (köpingskommun, estniska: alevvald) i nordöstra Estland. Den ligger i landskapet Ida-Virumaa, 140 km öster om huvudstaden Tallinn. Antalet invånare är 1075.
Terrängen runt Kohtla-Nõmme är platt. Runt Kohtla-Nõmme är det tätbefolkat, med 266 invånare per kvadratkilometer. Närmaste större samhälle är Kohtla-Järve, 7,6 km nordost om Kohtla-Nõmme. Omgivningarna runt Kohtla-Nõmme är en mosaik av jordbruksmark och naturlig växtlighet.
Inlandsklimat råder i trakten. Årsmedeltemperaturen i trakten är 2 °C. Den varmaste månaden är juli, då medeltemperaturen är 18 °C, och den kallaste är januari, med −13 °C.